# 윤산군이탁 백자음각묘지
윤산군이탁 백자음각묘지(輪山君李濯 白磁陰刻墓誌)는 서울특별시 종로구 평창동, 화정박물관에 있는 조선시대의 묘지이다. 2011년 1월 13일 서울특별시의 유형문화재 제313호로 지정되었다.

## 개요
조선시대 종친(宗親)인 윤산군(輪山君) 이탁(李濯, 1462~1547)의 묘(경기도 의왕시 학의동 74번지 소재)에서 나온 묘지(墓誌)이다. 이탁은 세종의 손자이자 임영대군(臨瀛大君) 이구(李璆, 1419~1469)의 아들로 자(字)는 자광(子光)이다. 현재 의왕시 백운 저수지 동쪽의 북골에 있는 묘역에는 묘갈(墓碣)과 근래에 세운 비와 함께 상석(床石)ㆍ향로석(香爐石)ㆍ장명등(長明燈)ㆍ문인석(文人石)이 있다.
묘지는 총 3매로 직사각형의 순백자이고 앞․뒷면 모두 시유(施釉)되었다. 그러나 제3매의 시유상태는 고르지 못하다. 음각으로 묘지명(墓誌銘)을 새겨 넣었는데 서체(書體)는 해서체(楷書體)이다. 글은 입암(立巖) 민제인(閔齊仁, 1439~1549)이 가정(嘉靖)26년인 1547년(명종 2)에 지었는데, 그 내용은 묘주(墓主)인 윤산군(輪山君) 이탁의 이력과 품행, 몰년(沒年)과 장례에 관한 것이다. 뒷면은 묘지의 순서를 알려주는 ‘一’, ‘二’, ‘三’의 숫자를 음각으로 새겨 넣었다. 이 묘지는 비록 도자사적으로 제작상태가 뛰어나지는 않으나, 지금까지 잘 알려지지 않았던 윤산군 이탁에 대한 1차 사료(史料)라는 점에서 학술적 가치가 높고, 현전하는 사례가 많지 않은 조선 전기 묘지일 뿐만 아니라 왕실 인사의 묘지라는 점에서도 가치가 높다.

## 참고 자료
- 윤산군이탁 백자음각묘지 - 국가유산청 국가유산포털